# Екатериновский (Адыгея)
Екатери́новский (адыг. Екатериновскэр) — хутор в Гиагинском районе Республики Адыгея России. Входит в Сергиевское сельское поселение.

## География
Хутор расположен в юго-восточной части Гиагинского района, на правом берегу реки Фарс. Находится в 4,5 км к югу от центра сельского поселения села Сергиевского, в 38 км к юго-востоку от районного центра станицы Гиагинской и в 31 км к северо-востоку от города Майкопа.
Площадь хутора составляет 0,47 км2, на которые приходятся 0,31 % от площади сельского поселения.
Хутор расположен на Закубанской наклонной равнине, в переходной от равнинной в предгорную зоне республики. Средние высоты на территории хутора составляют около 180 метров над уровнем моря. Рельеф местности представляет собой волнистые равнины с общим уклоном с юго-запада на северо-восток, с различными холмистыми и курганными возвышенностями. Долины рек изрезаны балками и понижениями.
Гидрографическая сеть в основном представлена рекой Фарс, меандрирующая на территории населённого пункта. Долина реки занята смешанным лесом.
Климат мягкий умеренный. Среднегодовая температура воздуха положительная и составляет +11,5°С. Среднемесячная температура воздуха в июле достигает +23,0°С. Среднемесячная температура января составляет 0°С. Среднегодовое количество осадков составляет 740 мм. Основная часть осадков выпадает в период с мая по июль.

## История
Хутор был основан в 1902 году в составе Сергиевской волости общинниками из Сергиевской слободы.

## Население
| 2002 | 2010 | 2013 | 2014 | 2015 | 2016 | 2017 |
| ---- | ---- | ---- | ---- | ---- | ---- | ---- |
| 156  | ↗157 | ↘155 | ↘145 | ↘144 | ↘142 | →142 |
| 2018 | 2019 | 2020 | 2021 | 2023 | 2024 |      |
| ↘141 | ↗143 | ↘141 | ↘118 | →118 | ↘116 |      |

Плотность 246.81 чел./км2.
Национальный состав
По данным Всероссийской переписи населения 2010 года:
| Народ   | Численность, чел. | Доля от всего населения, % |
| ------- | ----------------- | -------------------------- |
| русские | 137               | 87,3 %                     |
| другие  | 20                | 12,7 %                     |
| всего   | 157               | 100 %                      |

Мужчины — 78 чел. (49,7 %). Женщины — 79 чел. (50,3 %).

## Инфраструктура
Ближайшие объекты социальной инфраструктуры (школа, детский сад, фельдшерско-акушерский пункт) расположены на хуторе Тамбовском.

## Улицы
| Заводская |

| Заречная |

| Пионерская |